# 林偉民

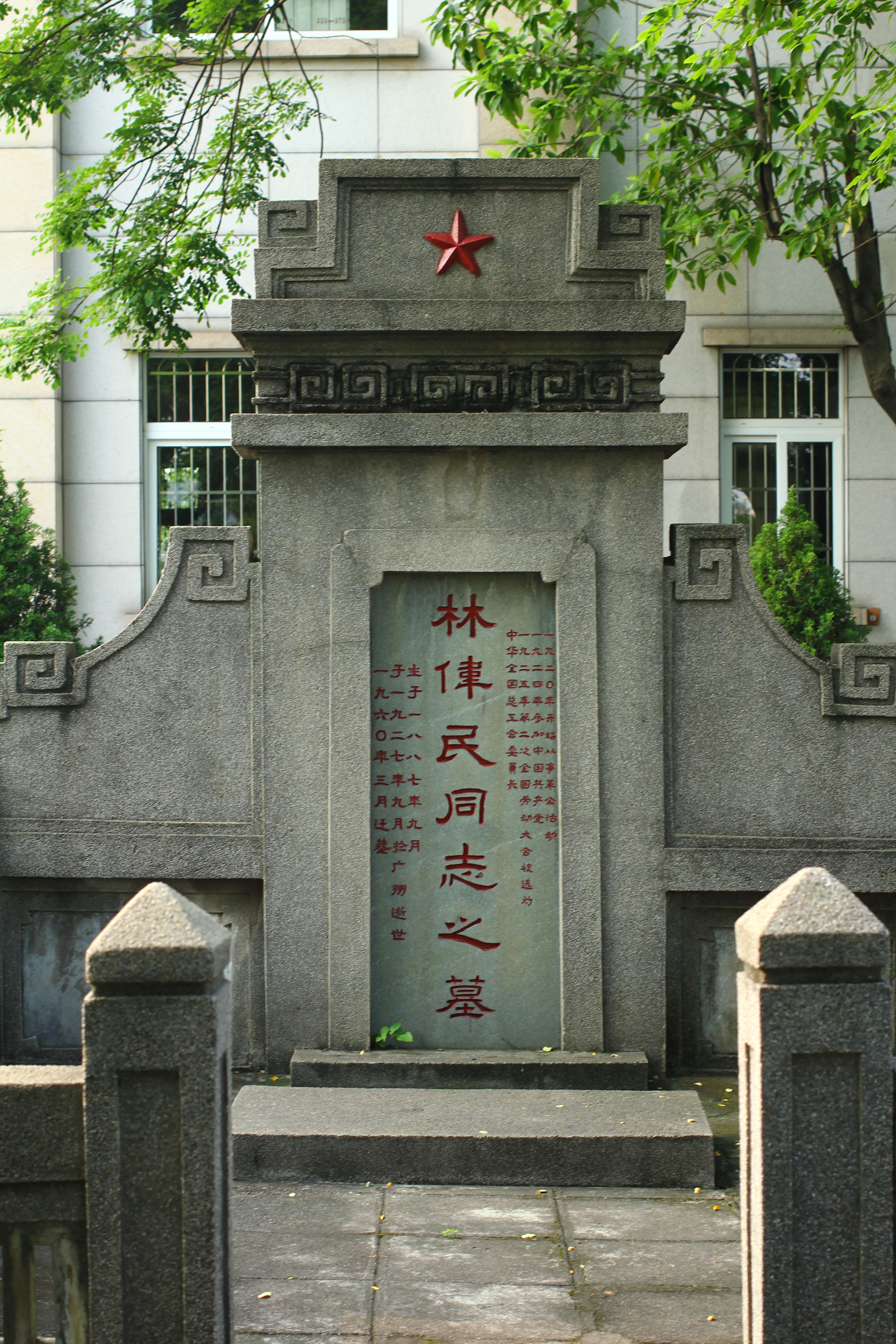
林偉民之墓。位於廣州銀河公墓內

林伟民（1887年—1927年），广东省香山县三灶岛（今珠海市三灶镇）人，早期中国工人运动领袖。
为了纪念林伟民及他所领导的工人运动，2016年珠海市金湾区三灶镇建立了林伟民与中国早期工人运动史迹陈列馆，馆内设有林伟民陈列馆、中国早期工人运动史迹陈列馆等。

## 生平
1887年出生于广东省香山县三灶岛西洋田村（今广东省珠海市金湾区三灶镇鱼月村）。早年到香港谋生，在外国轮船上当海员。
1920年起，林伟民和苏兆征等在香港海员工人中进行革命宣传，并发起组建了香港海员工会，为筹备委员之一。
1921年3月，“中华海员工业联合总会”在香港成立，他当选为干事会干事，负责交际方面的工作。
1922年1月，林伟民和苏兆征等领导了香港海员大罢工；同年7月，协助建立了上海海员工会，被推选为工会主任；8月，发动和领导了上海海员大罢工。
1924年春，林伟民代表香港海员工会赴苏联出席国际运输工人代表大会，在苏期间加入中国共产党。同年10月回国后任中华海员工业联合总会广州办事处主任，12月领导广州盐船工人进行罢工斗争。
1925年5月，在第二次全国劳动大会上当选为中华全国总工会第一届执行委员会委员长，成为早期中国工人运动领袖。
1925年，上海五卅惨案后，林伟民在广州发动沙面洋务工人和香港工人联合举行反帝政治大罢工，声援和支持上海人民的反帝爱国运动。6月主持中华全国总工会省港罢工委员会临时办事处的工作，从事接待香港罢工工人，筹措罢工款项等活动以保证罢工的顺利进行。
1925年6月19日，省港大罢工爆发后，林伟民代表中华全国总工会参加了省港罢工委员会的领导工作。
1925年8月，林伟民腿部的骨结核病在省港大罢工期间恶性发作，因骨结核病住院。
1926年1月全国海员第一次代表大会在广州召开，林伟民因病未能出席大会，仍被选为全国海员总工会的执行委员。５月在第三次全国劳动大会上，被选为中华全国总工会第三届执委员会委员。
1927年5月，林伟民病情恶化，再次被送进医院进行第三次手术，并为避国民党搜捕，把名字改为林齐卿。
1927年9月1日，林伟民病逝于广州医院，时年40岁。

中华人民共和国成立后，广东省人民政府把他的遗骨移葬于广州银河革命公墓。